# Старояппарово
Старояппа́рово (рос. Старояппарово, башк. Иҫке Яппар) — село у складі Давлекановського району Башкортостану, Росія. Входить до складу Казангуловської сільської ради.
Населення — 242 особи (2010; 260 в 2002).
Національний склад:
- башкири — 100 %